# Grégory Baugé
Grégory Baugé, nascido em 31 de janeiro de 1985 em Maisons-Laffitte,  é um corredor ciclista francês, especialista da pista.
Desportista da US Créteil desde 2002, detém nove títulos (quatro em individual e cinco por equipa) de campeão do mundo de ciclismo em pista. Grégory Baugé impôs-se assim quatro vezez consecutivas (2009, 2010, 2011 e 2012) na final mundial da velocidade individual, mas o seu título de 2011 foi retirado por causa de um defeito de localização no procedimento internacional de controle anti-dopagem.
A 7 de abril de 2012 em Melbourne, ele consagrou-se campeão do mundo a três mêses dos Jogos Olímpicos de Londres. Durante estes Jogos, padece a lei dos ciclistas britânicas, por equipas e em individual em final em frente a Jason Kenny e consegue pois duas medalhas de prata olímpico.
A 22 de fevereiro de 2015 durante os campeonatos mundiais na pista do Velódromo de Saint-Quentin-en-Yvelines, Grégory Baugé consegue o seu quarto título mundial em velocidade individual.
O ciclista de pista distingue-se novamente, quatro anos mais tarde, nos campeonatos mundiais, disputados desta vez em 27 de fevereiro de 2019 na Polónia, conseguindo a medalha de prata da velocidade por equipas com os seus dois sócios, Quentin Lafargue e Sébastien Vigier.

## Biografia

### A sua juventude
Originário de Guadalupe, Grégory Baugé começa o desporto aos oito anos jogando ao futebol. Escolhe rapidamente de abandonar este desporto porque «não se chega a aquecer durante o jogo e decide que este desporto não de facto para ele.»
Depois o seu pai inscreve-o numa escola de ciclismo em Aubergenville, e Grégory já não vacila apesar do frio a correr na rua. Nesta esta época disputa carreiras em estrada, em BTT e em trial.
Em 2000, apanha o clube do l'Entente Cicliste Verneuil Vernouillet Triel nos Yvelines. Aos 16 anos, em 16 de abril de 2001, classifique-se terceiro da detecção departamental da pista e qualifica-se para a detecção regional de 25 de abril de 2001, sem nenhuma preparação particular. Consciente das suas qualidades e animado pelo seu pai, ele relaxa e acelera pouco a pouco. Sobre a sua lançada, participa no campeonato da França de velocidade cadetes (categoria 15-16 anos) em julho de 2001. Passa as voltas um a um até em final onde está batido pelo Bretanho Guillaume Blot.
Em novembro de 2001, apanha a Union sportive de Créteil e consagra-se definitivamente à pista. No ano seguinte, aos dezassete anos, abre-se as portas do Instituto nacional do desporto e da educação física localizado no bosque de Vincennes, no 12.º arredondissement de Paris. Chega perto de Laurent Gané, Florian Rousseau, Arnaud Tournant que dominam as provas de velocidade a efeitos mundial.

### Os começos
Ele integra a equipa da França de velocidade por equipas juniores em 2002. Sócio a Mickaël Murat e François Pervis, consagra-se Campeão do mundo da velocidade por equipas juniores (categoria 17-18 anos). Neste mesmo ano, forra o seu palmarés que consegue a Copa das Nações de velocidade olímpica em Aigle e o campeonato da ilha de França. Com o seu treinador Gérard Quintyn, aponta para os Jogos Olímpicos de Atenas em 2004.
Primeiro pistarde negro na equipa da França, Baugé melhora os seus tempos no ponto de resultar o melhor arrancador da equipa da França de velocidade, isto é o que efectuará em cabeça a primeira volta de pista.
Durante esta temporada de 2004, resulta Campeão da França de velocidade esperanças e Campeão da Europa de velocidade por equipas esperanças. Participa igualmente ao Campeonato do mundo de velocidade. Realiza o duodécimo tempo das qualificações, mas perde sucessivamente contra Gané à primeira volta, depois contra Rousseau em repescagem. Algumas horas mais tarde, Florian Rousseau, múltiplo campeão do mundo e campeão olímpico, fracassa na sua tentativa de qualificação nos Jogos. A carreira de Grégory Baugé arranca no momento em que aquela de seu compatriota se prende.
Consagra-se titular da equipa da França de velocidade desde 2005. Fracassa nos campeonatos mundiais de 2005. França, possuidor do título, não é nem sequer presente no pódio. Consegue a Copa do mundo de velocidade durante a temporada de 2005-2006.

### A consagração mundial

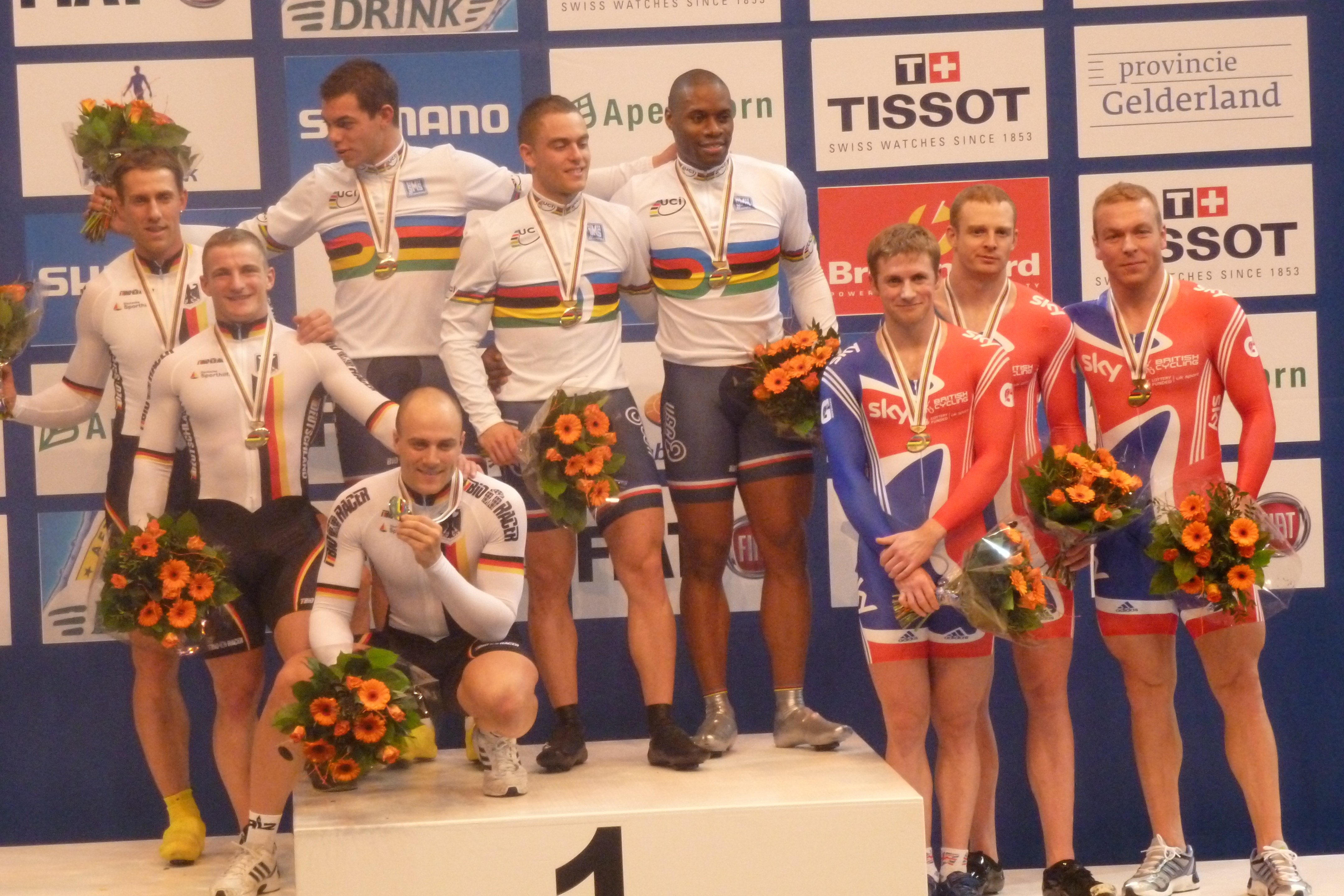
Podio da velocidade por equipas durante os campeonatos mundiais 2011 (de esquerda a direita : Stefan Nimke, René Enders, Kévin Sireau, Maximilian Levy (accroupi), Michaël D'Almeida, Grégory Baugé, Jason Kenny, Matthew Crampton, Chris Hoy)

Resulta pela primeira vez campeão do mundo em 2006, em Bordéus. Sócio com Arnaud Tournant e Mickaël Bourgain, o trio domina a Austrália na final. Ele recolhe daqui por diante três novos títulos (2007 a 2009) da especialidade, a cada vez contra a equipa do Reino Unido de Chris Hoy.
Durante os Jogos Olímpicos de 2008 em Pequim, fracassa em sua busca de título olímpico, mas obtém uma medalha de prata em velocidade por equipas.
Em 2009, resulta o segundo corredor negro, após o Americano Major Taylor em 1899 a resultar campeão do mundo de velocidade. Consegue este título após ter batido o seu compatriota Kévin Sireau em semifinais depois da surpresa do torneio, o malásio Azizulhasni Awang em final, após três séries.
Em 2010, conserva o seu título após ter sobretudo eliminado Chris Hoy nas 1/4 de final e Kévin Sireau nas 1/2 finais. Em final, bate facilmente em duas séries Maximilian Levy. Resulta o primeiro Francês a conservar o seu título na prova rainha desde Florian Rousseau em 1998. A continuação do seu ano de 2010 está marcada por uma queda na primavera, depois durante o verão apanha o vírus da dengue que o impede de tomar parte nos primeiros Campeonato Europeu em pista elites. Faz o seu regresso durante a prova de Copa do mundo de Cali, onde consegue a velocidade por equipas. Em final do ano, anuncia num primeiro momento pôr um termo à sua carreira de ciclista em pista após os Jogos Olímpicos de Londres para consagrar-se ao atletismo na disciplina dos 100 metros, mas decide daqui por diante de continuar até aos Jogos de Rio em 2016
Nos campeonatos mundiais de Apeldoorn de 2011, consegue o seu quinto título de campeão do mundo de velocidade por equipas, tomando com Michaël D'Almeida e Kévin Sireau a sua consagração onde os Alemães que os tinham dominado no ano precedente. Mostra-se daqui por diante «imperial» durante o torneio de velocidade, onde consegue todos a suas séries até à final onde bate o Britânico Jason Kenny em duas séries. Estes dois títulos dele são retirados daqui por diante, como consequência de uma sanção para não-respeito das regras de localização no marco da luta contra a dopagem. A 7 de abril de 2012, ele revalida campeão do mundo de velocidade individual, conseguindo assim nesta disciplina o seu 3.º título oficial, batendo novamente o britânico Jason Kenny (campeão do mundo de 2011 como consequência da sua desclassificação) em duas séries durante a final das Mundiais de ciclismo em pista de Melbourne, onde ele recolhe também uma medalha de prata em velocidade por equipas (sempre com Michaël D'Almeida e Kévin Sireau.
Durante os Jogos Olímpicos de Verão de 2012, a equipa da França de pista e Grégory Baugé padecem a lei dos ciclistas britânicas. Com Michaël D'Almeida e Kévin Sireau, está batido na final da velocidade por equipas em 2 de agosto por Philip Hindes, Chris Hoy e Jason Kenny. Quatro dias mais tarde, Jason Kenny domina-o em duas séries na final da velocidade individual. Grégory Baugé consegue na circunstância a sua terceira medalha de prata olímpica contando aquela de velocidade por equipas em Pequim em 2008.
Os Campeonato Mundial de Ciclismo em Pista de 2015 desenvolvem-se na França, no novo Velódromo de Saint-Quentin-en-Yvelines. Grégory Baugé começa por conseguir o seu quinto título mundial em velocidade por equipas, em posição de arrancador, e sempre com Michael D'Almeida e Kévin Sireau. Dominados na pista em final pela Nova Zelândia (Edward Dawkins, Ethan Mitchell, Sam Webster), os Franceses estão jurados como consequência da desclassificação das suas adversárias. O « Tigre » leva depois um percurso autoritário em velocidade individual, ganhando todos os seus partidos em duas séries (salvo o quarto de final em frente a François Pervis) antes de conseguir o seu quarto título mundial nesta disciplina batendo o Russo Denis Dmitriev em final em 22 de fevereiro.

### Novas desilusões

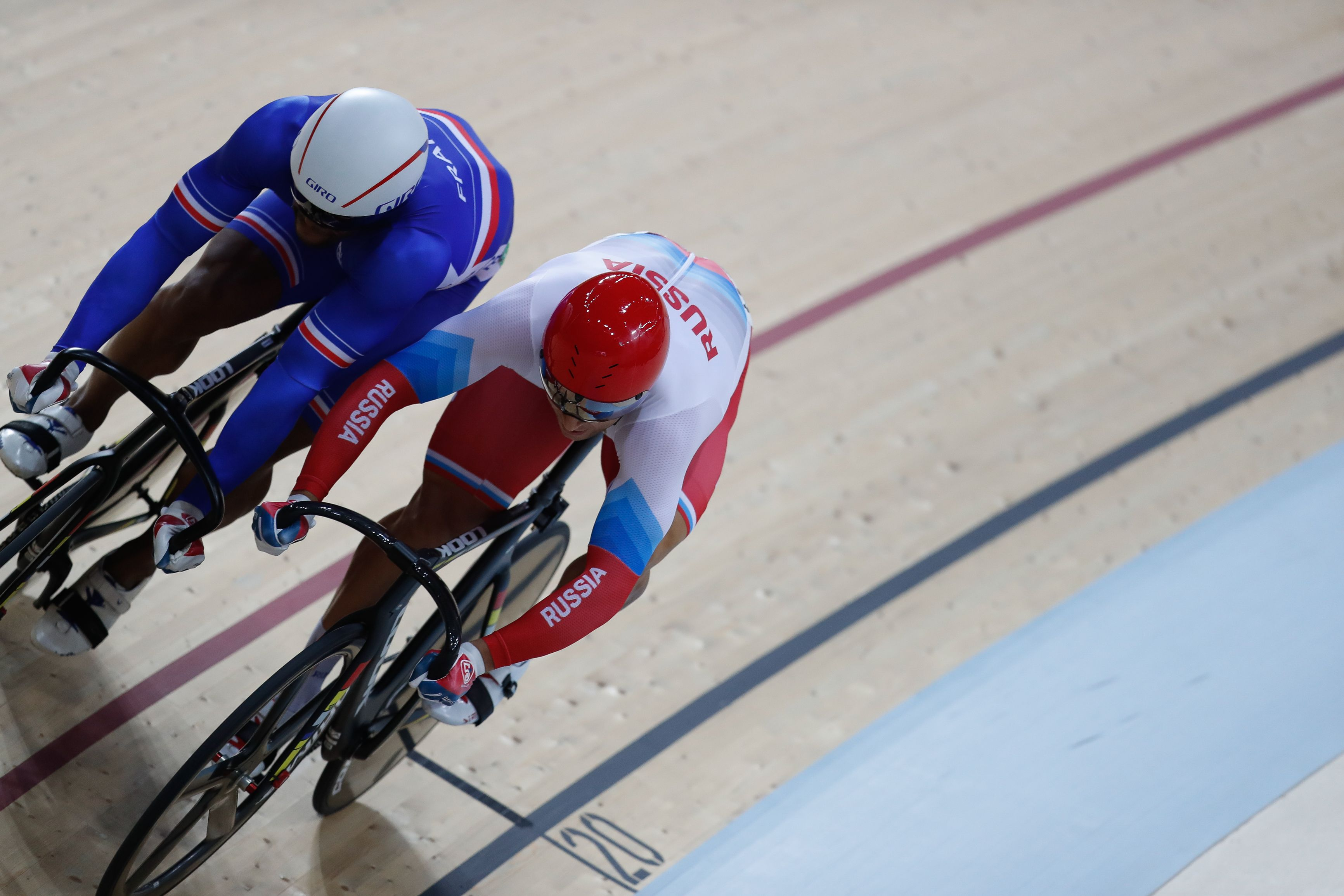
Baugé (a esquerda), nos Jogos Olímpicos de 2016 contra Denis Dmitriev

Grégory Baugé aponta em 2016 o título olímpico, o único que falta. Disputa os mundiais de Londres em guia de preparação para os Jogos, onde não consegue medalhas. Durante os Jogos uma nova vez dominados pelos pistardes britânicos, consegue o bronze em velocidade por equipas e está eliminado do torneio de velocidade nas 1/4 de final pelo Russo Denis Dmitriev, fracassando na sua busca de ouro olímpico.
Em dezembro de 2016, Baugé crítico da Federação Francesa de Ciclismo. Segundo ele, o facto que tenha terminado apenas sétimo aos Jogos Olímpicos de 2016 em Rio está devido a uma má preparação e as condições de preparação. O trabalho dos antigos treinadores Daniel Morelon, Gérard Quintyn e Florian Rousseau tinha sido « ligueiro » pela Federação , e o « saber-fazer francês » tinha desaparecido. Mais quatro anos passaram, com menos dinheiro e sem o actual Velódromo Nacional, tinham obtido mais sucessos. Em outra entrevista, declara que prevê de ficar activo até aos Jogos Olímpicos de Tokio em 2020.

## Palmarés

### Jogos Olímpicos
- Pequim 2008
  -  Medalha de prata da velocidade por equipas (com Kévin Sireau, Arnaud Tournant e Mickaël Bourgain)
- Londres 2012
  -  Medalha de prata da velocidade individual
  -  Medalha de prata da velocidade por equipas (com Kévin Sireau e Michaël D'Almeida)
- Rio 2016
  -  Medalha de bronze da velocidade por equipas (com François Pervis e Michaël D'Almeida)
  - 7.º da velocidade individual

### Campeonatos mundiais
- Burdeos 2006

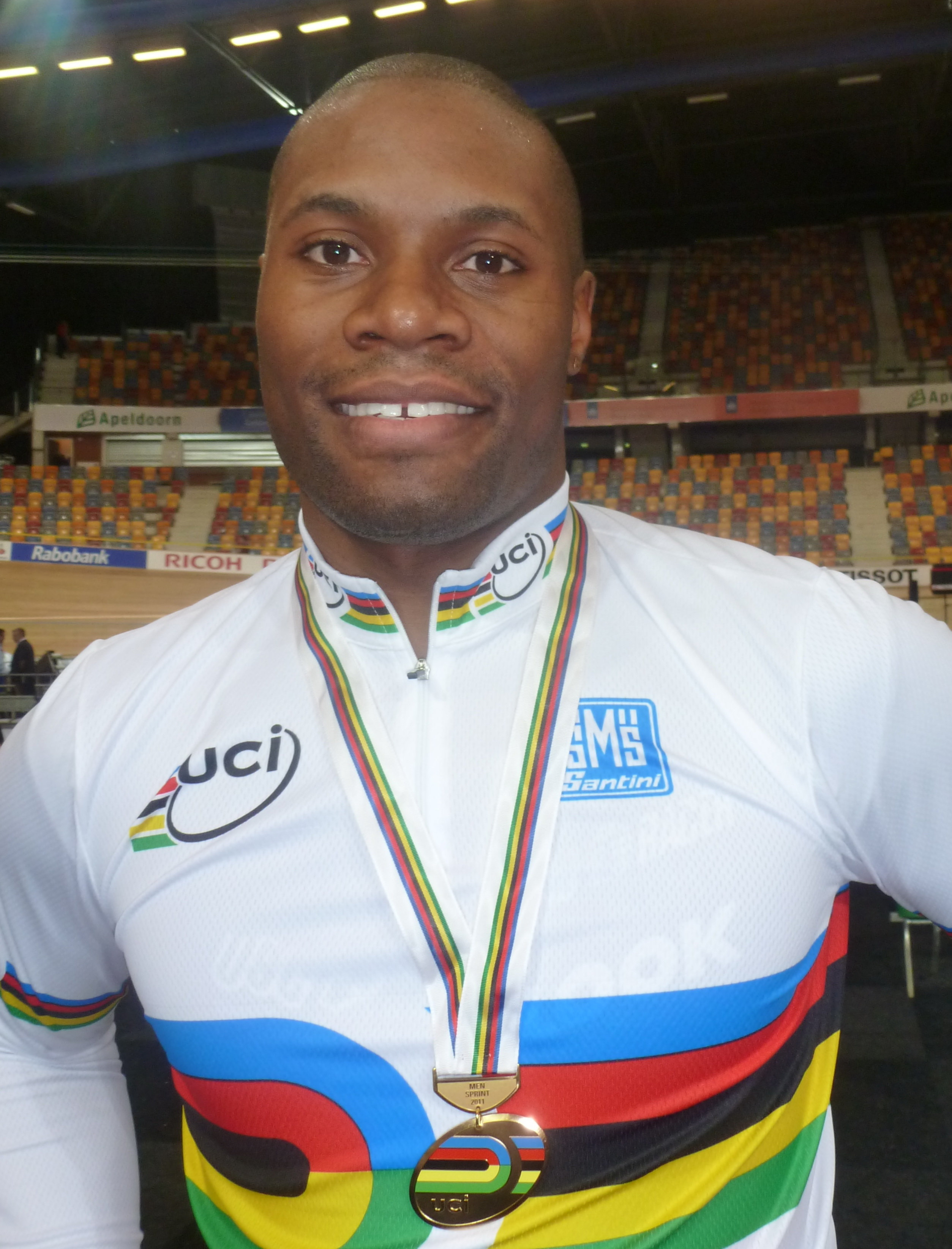
Grégory Baugé nos campeonatos mundiais em pista de 2011

  -  Campeão do mundo de velocidade por equipas
- Palma de Mallorca 2007
  -  Campeão do mundo de velocidade por equipas
  -  Medallista de prata da velocidade individual
- Manchester 2008
  -  Campeão do mundo de velocidade por equipas
- Pruszkow 2009
  -  Campeão do mundo de velocidade por equipas maillot|Mundo Campeão do mundo de velocidade individual
- Ballerup 2010
  -  Campeão do mundo de velocidade individual
  -  Medallista de prata da velocidade por equipas
- Melbourne 2012
  -  Campeão do mundo de velocidade individual
  -  Medallista de prata de velocidade por equipas
- Cali 2014
  -  Medalha de bronze da velocidade por equipas
- Saint-Quentin-en-Yvelines 2015
  -  Campeão do mundo de velocidade por equipas (com Kévin Sireau e Michaël D'Almeida)
  -  Campeão do mundo de velocidade individual
- Londres 2016
  - 4.º da velocidade por equipas
  - 6.º da velocidade individual[12]
- Pruszków 2019
  -  Medalha de prata da velocidade por equipas

### Campeonatos mundiais juniores
- 2002
  -  Campeão do mundo da velocidade por equipas juniores (com Mickaël Murat e François Pervis)

### Copa do mundo
- 2004

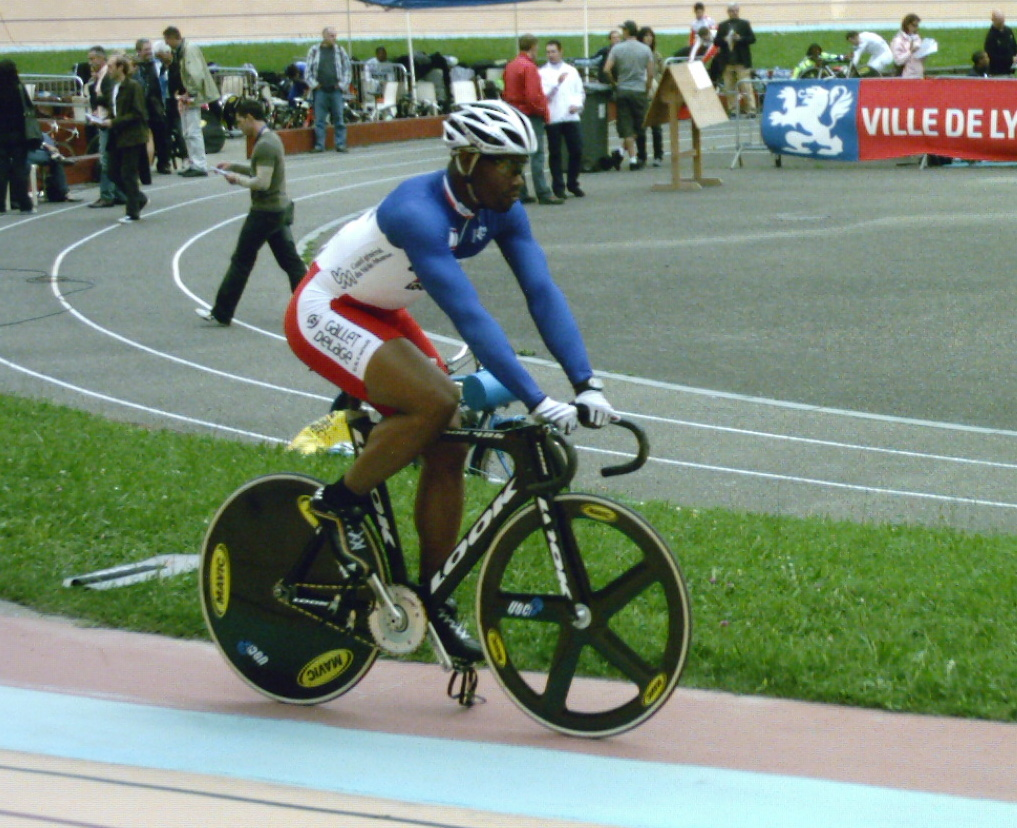
Grégory Baugé em Lyon em 2008

  - 2.º da velocidade por equipas a Manchester
- 2004-2005
  - 1.º da velocidade por equipas a Sydney (com François Pervis e Arnaud Tournant)
  - 2.º da velocidade por equipas em Moscovo
  - 2.º da velocidade em Moscovo
  - 2.º do keirin a Moscovo
- 2005-2006
  - Classificação geral da velocidade
  - 1.º da velocidade em Sydney
  - 1.º da velocidade em Los Angeles
  - 1.º da velocidade por equipas em Los Angeles (com François Pervis e Mickaël Bourgain)
  - 2.º da velocidade por equipas em Sydney
- 2006-2007
  - 1.º da velocidade em Los Angeles
  - 2.º da velocidade por equipas em Moscovo
  - 2.º da velocidade por equipas em Los Angeles
- 2007-2008
  - 1.º da velocidade por equipas a Copenhaga (com François Pervis e Kévin Sireau)
  - 2.º da velocidade por equipas em Pequim
  - 2.º da velocidade por equipas em Los Angeles
- 2008-2009
  - 1.º da velocidade em Pequim
  - 1.º da velocidade em Copenhaga
  - 2.º da velocidade por equipas em Pequim
  - 2.º do keirin a Pequim
  - 3.º da velocidade por equipas em Copenhaga
- 2009-2010
  - 3.º da velocidade por equipas em Pequim
- 2010-2011
  - 1.º da velocidade por equipas em Cali (com Kévin Sireau e Michaël D'Almeida)
  - 1.º da velocidade por equipas a Manchester (com Kévin Sireau e Michaël D'Almeida)
  - 2.º da velocidade por equipas em Londres
  - 3.º da velocidade em Cali
- 2014-2015
  - 1.º da velocidade por equipas em Cali (com Kévin Sireau e Quentin Lafargue)
- 2018-2019
  - 2.º da velocidade por equipas em Saint-Quentin-en-Yvelines
  - 3.º da velocidade por equipas em Cambridge
- 2019-2020
  - 3.º da velocidade por equipas em Hong Kong

### Campeonato Europeu
| Edição / Prova                | Keirin | Velocidade individual | Velocidade por equipas |
| Moscovo 2003 (juniores)       | Prata  | Ouro                  |                        |
| Valência 2004 (esperanças)    |        | 5.º                   | Ouro                   |
| Fiorenzuola 2005 (esperanças) |        | Bronze                |                        |
| Atenas 2006 (esperanças)      |        | Prata                 | Prata                  |
| Cottbus 2007 (esperanças)     | Bronze | Ouro                  | Ouro                   |
| Apeldoorn 2013                |        |                       | Prata                  |
| Bahia-Mahault 2014            | 6.º    | Ouro                  | Prata                  |
| Glasgow 2018                  |        | 10.º                  |                        |
| Apeldoorn 2019                |        |                       | Bronze                 |

### Jogos europeus
| Edição / Prova | Velocidade por equipas                 |
| Minsk 2019     | Prata (com Caleyron, Helal e Lafargue) |

### Campeonatos da França
- 2003

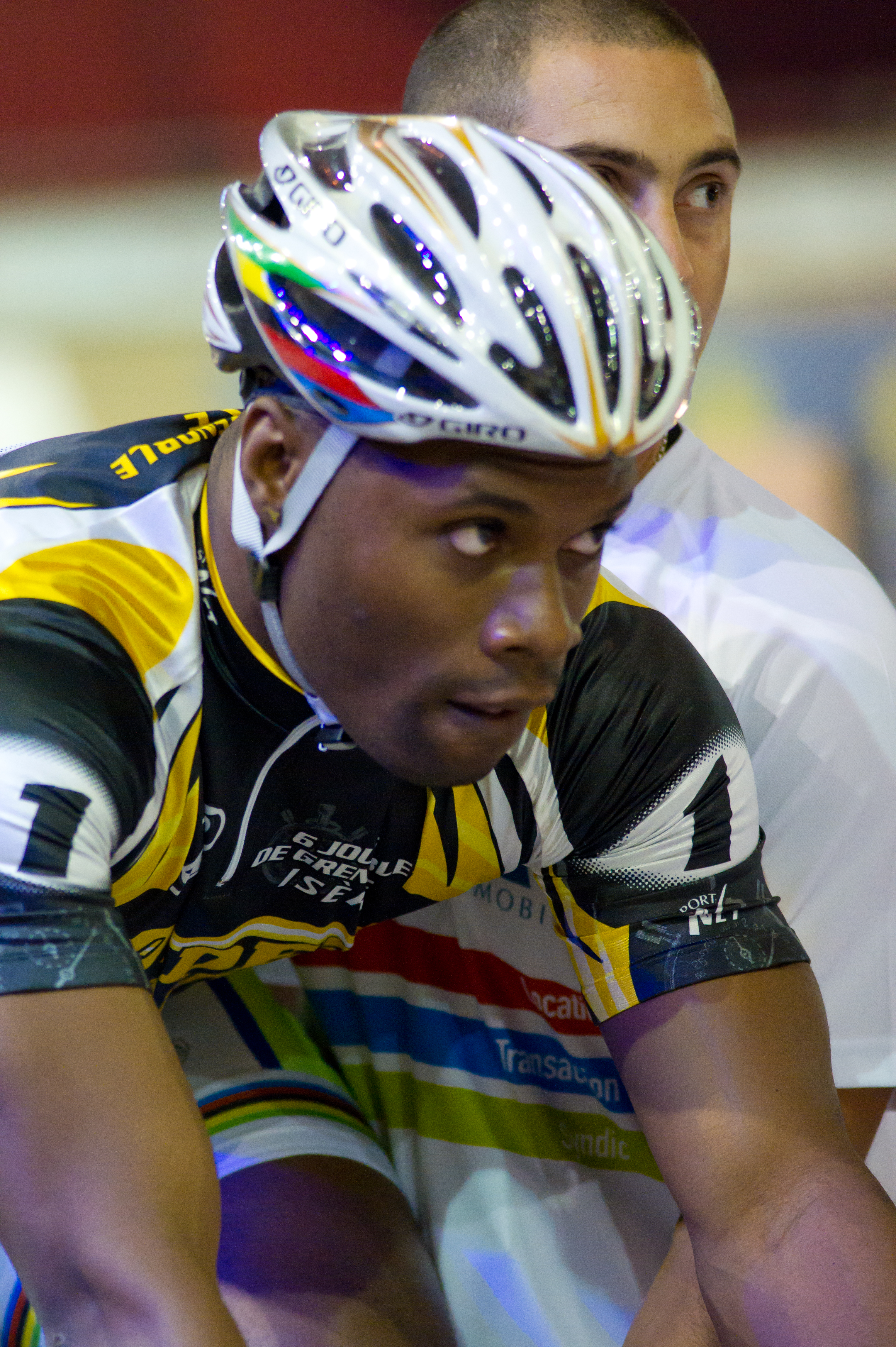
Nos Seis dias de Grenoble de 2011

  -   Campeão da França de velocidade juniores
  - 2.º do quilómetro
- 2004
  -   Campeão da França de velocidade esperanças
- 2005
  - 3.º da velocidade por equipas
- 2006
  -  Campeão da França de velocidade por equipas
- 2007
  -  Campeão da França de velocidade
  -  Campeão da França do keirin
- 2009
  -  Campeão da França de velocidade
  - 2.º do keirin
- 2011
  -  Campeão da França de velocidade
- 2014
  - 2.º do keirin
  - 3.º da velocidade

## Distinções
- Vélo d'Or français : 2009